# Gheorghe Buluță
Gheorghe Buluță (3 martie 1947, București - 8 iunie 2016) a fost un specialist în bibliologie și istoria cărții. 

## Biografie și activitate
După ce a absolvit studiile Facultății de limba și literatura română la Universitatea din București în 1971, în 1989 a obținut titlul de doctor în filologie, specializarea bibliologie, la aceeași universitate. Teza sa de doctorat, "Evoluția modelor editoriale românești", a fost coordonată științific de academicianul Dan Simonescu. O perioadă de timp a fost redactor și secretar al unor reviste culturale - Luceafărul, Cărți românești, Cărți noi. 
Din 1987 până în 1996 a fost director al Bibliotecii Municipale "Mihai Sadoveanu", actuala Biblioteca Metropolitană București. În anul 1990, împreună cu Lidia Kulikovski, directorul Bibliotecii  Municipale B. P. Hasdeu, a pus bazele primei biblioteci de carte românească din Republica Moldova și astfel, în anul 1992 a fost deschisă Biblioteca „Onisifor Ghibu” din Chișinău. 
Începând cu 1996 și până în 2000 a fost lector la Secția de Bibliologie și Știința Informării a Facultății de Litere a Universității din București și la Universitatea „Valahia” din Târgoviște. Din 1998 până în 2011 a condus în calitate de director Biblioteca Centrală a Universității de Medicină și Farmacie „Carol Davila” din București. A fost expert atestat de Ministerul Culturii în carte veche și bibliofilie. 
A fost membru al mai multor asociații profesionale: ABR (Asociația Bibliotecarilor din România), ABBPR (Asociația Bibliotecarilor și Bibliotecilor Publice din România), InfoDocRom (Asociația Româna de Informare și Documentare), ALA (American Library Association), UZPR (Uniunea Ziariștilor Profesioniști din România), SST (Societatea Scriitorilor Târgovișteni). 
A publicat lucrări despre istoria cărții, a tiparului și a bibliotecilor, despre modernizarea și diversificarea serviciilor de bibliotecă și studii și articole pe aceste teme în publicațiile periodice de specialitate.

## Premii și distincții
În anul 2004 a fost distins cu Ordinul Meritul Cultural  și a primit de mai multe ori de-a lungul timpului "Premiul Dan Simonescu pentru bibliologie", decernat de Societatea Scriitorilor Târgovișteni.

## Opera
Buluță, Gheorghe, Dima-Drăgan, Corneliu, Manuscrise miniate franceze în colecții din România. București: Meridiane, 1978
Simionescu, Dan, Buluță, Gheorghe, Pagini din istoria cărții românești. București: Editura Ion Creangă, 1981
Buluță, Gheorghe, Craia, Sultana, Manuscrise miniate și ornate din epoca lui Matei Basarab. București: Meridiane, 1984
Simonescu, Dan, Buluță, Gheorghe, Scurtă istorie a cărții românești. București: Casa de Editură Demiurg, 1994
Buluță, Gheorghe, Schatz, Elena-Maria, Carte străină: secolele XV-XVIII: catalog: Universitatea de Medicină și Farmacie "Carol Davila" - București. Biblioteca Centrală. București: Editura Universitară "Carol Davila", 2001
Buluță, Gheorghe, Craia, Sultana, Dicționar de comunicare și știința informării. Brașov: Editura Universității "Transilvania", 2002
Buluță, Gheorghe, Petrescu, Victor, Galeria bibliologilor români: portrete. Târgoviște: Bibliotheca, 2003